# Отару, Муна
Майму́на «Му́на» Ота́ру (англ. Maimuna «Muna» Otaru; род. 1978, Ливерпуль) — британо-американская актриса

.

## Ранние годы
Маймуна Отару родилась в 1978 году в Ливерпуле, графство Мерсисайд, Англия, Великобритания, в семье нигерийцев Саиду, капитана торгового флота, и Наны Отару. Она провела детство в Лагосе, Нигерия, а в подростковом возрасте переехала в США.

## Карьера
В 2001 году Отару дебютировала в кино, сыграв Моник в короткометражном фильме «Поттерсвилль». В 2014 году она сыграла главную роль в пьесе Чимаманды Нгози Адичи «Подробности». В 2015 году стала лауреатом премии Киноклуба «Потерянные выходные» за лучшую женскую роль второго плана в фильме «Гостиная».

## Фильмография
| Год  |     | Русское название                    | Оригинальное название             | Роль                           |
| ---- | --- | ----------------------------------- | --------------------------------- | ------------------------------ |
| 2001 | кор | Поттерсвилль                        | Pottersville                      | Моник                          |
| 2004 | с   | Прослушка                           | The Wire                          | студентка в офисе регистратора |
| 2006 | с   | Остаться в живых                    | Lost                              | Амина                          |
| 2007 | ф   | Версия                              | Rendition                         | сотрудница сената              |
| 2007 | ф   | Львы для ягнят                      | Lions for Lambs                   | нервная студентка              |
| 2007 | с   | Закон и порядок: Специальный корпус | Law & Order: Special Victims Unit | Алмани Ботэм                   |
| 2008 | с   | Город свингеров                     | Swingtown                         | Владимир                       |
| 2010 | ф   | Взятый силой                        | Taken by Force                    | дежурный сержант               |
| 2013 | с   | Уайтчепел                           | Whitechapel                       | Вирджиния Эйрс                 |
| 2014 | ф   | Гостиная                            | The Keeping Room                  | Мэд                            |
| 2016 | тф  | Дамилола, наш любимый мальчик       | Damilola, Our Loved Boy           | Темитайо                       |
| 2017 | с   | Сломленный                          | Broken                            | Хелен Ойенуси                  |
| 2018 | кор | Небольшое течение реки              | Little River Run                  | мать Тезлим                    |
| 2020 | ф   | Аффект                              | Surge                             | Адаезе                         |
| 2020 | ф   | Человек в шляпе                     | The Man in the Hat                | шеф-повар                      |
| 2021 | с   | Нерегулярные части                  | The Irregulars                    | Мэгги Купер                    |
| 2022 | с   | Профессор Т.                        | Professor T.                      | Ребекка Ловетт                 |
| 2023 | с   | Безмолвный свидетель                | Silent Witness                    | Шила                           |
| 2023 | с   | Чёрные мечты                        | Dreaming Whilst Black             | Стефани                        |